# Marcyporęba
Marcyporęba is een dorp in de Poolse woiwodschap Klein-Polen. De plaats maakt deel uit van de gemeente Brzeźnica (powiat wadowicki) en telt 960 inwoners.